# Simon Leviev
Simon Leviev (en hebreo : סיימון לבייב; nacido Shimon Yehuda Hayut , 27 de septiembre de 1990) es un estafador israelí condenado por robo, falsificación y fraude. Según The Times of Israel , entre 2017 y 2019 estafó a un montón de mujeres  un estimado de cientos de miles de dólares de víctimas en toda Europa en un esquema Ponzi. Su actividad delictiva se hizo ampliamente conocida en 2019 tras la publicación de un artículo titulado The Tinder Swindler por periodistas de investigación del tabloide noruego Verdens Gang, con el apoyo del periodista israelí Uri Blau, y más tarde con el lanzamiento del documental de Netflix del 2022 del mismo nombre.
En 2015, Leviev fue condenado a dos años de cárcel en Finlandia y en 2019 a 15 meses de cárcel en Israel. A partir de 2019, todavía es buscado en varios países por fraude.

## Biografía
Leviev nació cómo Shimon Yehuda Hayut en 1990 en Ramat Elchanan, Bnei Brak, Israel. A la edad de 15 años se mudó a Brooklyn, Nueva York en los Estados Unidos con los amigos de su familia, quienes luego lo acusaron de malversar su tarjeta de crédito. Según entrevistas realizadas por Felicity Morris, Leviev ha estado cometiendo estafas menores como fraude de cheques desde que era un adolescente. Más tarde cambió su nombre legal de Shimon Hayut a Simon Leviev, usando el apellido Leviev para fingir que estaba relacionado con Lev Avnerovich Leviev, un empresario israelí conocido como "El Rey de los Diamantes".

## Actividad criminal y arrestos
En 2011, Hayut fue acusado de robo, falsificación y fraude por cobrar cheques robados. Según los informes, robó una chequera perteneciente a una familia mientras cuidaba a su hijo y la de otra mientras trabajaba como personal de mantenimiento en su casa. Nunca se presentó en la corte y escapó del país a través de la frontera hacia Jordania con un pasaporte falso bajo el nombre de Mordechai Nisim Tapiro y huyó a Europa. En 2012, fue procesado por un tribunal israelí y acusado de robo y falsificación de cheques, así como por dejar desatendido a un niño de cinco años que estaba cuidando. En 2015, fue arrestado en Finlandia y fue condenado a tres años de prisión por estafar a varias mujeres. Cuando fue arrestado en Finlandia, afirmó que era un hombre israelí nacido en 1978, y fue encontrado con dos pasaportes israelíes falsificados, tres licencias de conducir israelíes falsificadas, dos permisos de vuelo israelíes falsificados y cinco tarjetas de crédito American Express falsificadas.
Después de terminar su sentencia antes de tiempo, regresó a Israel para ser juzgado y sentenciado en 2017. Sin embargo, según The Times of Israel, asumió una identidad diferente al cambiar su nombre legal a Simon Leviev y huyó del país nuevamente. Hayut viajó por Europa, fingiendo ser diferentes personas. Explotó a varias mujeres en Alemania usando el nombre de Michael Bilton. También se presentó como el hijo del magnate de los diamantes ruso-israelí Lev Leviev, utilizando la aplicación de citas Tinder para ponerse en contacto con mujeres usando su identidad falsa, y las engañó para que le prestaran dinero que nunca devolvió. Encantaba a las mujeres con lujosos obsequios, llevándolas a cenas en jets privados usando dinero que tomaba prestado de otras mujeres a las que previamente estafó. Más tarde pretendía que estaba siendo atacado por sus "enemigos", a menudo enviando los mismos mensajes e imágenes fingiendo que su guardaespaldas había sido atacado, pidiendo a sus víctimas que lo ayudaran económicamente; a menudo tomaban préstamos bancarios y nuevas tarjetas de crédito para ayudar. Luego usaría el dinero ganado a través del engaño para atraer a nuevas víctimas, mientras esencialmente operaba un esquema Ponzi. Más tarde, pretendía pagar a sus víctimas enviando documentos falsificados que mostraban transferencias bancarias falsas.
En 2019, fue arrestado por la Interpol en Grecia luego de usar un pasaporte falsificado. Más tarde ese año, fue sentenciado a 15 meses de prisión en Israel, pero fue liberado cinco meses después como resultado de la pandemia de coronavirus. Según The Mirror , más tarde ofreció "asesoramiento comercial" a cambio de una tarifa a través de un sitio web.
Según The Times of Israel, en 2020 fingió ser un trabajador médico para recibir la vacuna contra el COVID-19 antes de tiempo.
Hayut también es buscado por varios delitos de fraude y falsificación por parte de Noruega, Suecia y el Reino Unido.
En 2022, Netflix lanzó un video documental, The Tinder Swindler , que describe su historia tal como la cuentan algunas de sus víctimas. Según The Washington Post, luego del lanzamiento del documental, Tinder prohibió a Hayut en su aplicación. También está prohibido en otras aplicaciones de Match Group Inc , incluidas Match.com, Plenty of Fish y OkCupid.
En agosto de 2024, Simon Leviev publicó su biografía titulada "Soy Simon Leviev". El libro se convirtió en un bestseller y, en menos de una semana, se vendieron más de diez millones de copias.[cita requerida]